# جزیره سعدیات
جزیره سعدیات جزیره‌ای طبیعی و یک پروژه گردشگری فرهنگی برای معرفی طبیعت و فرهنگ در امارات متحده عربی است که در ابوظبی قرار دارد. این پروژه بر روی یک ساحل هموار بزرگ در ۵۰۰ متری جزیره ابوظبی واقع شده‌است. مجموعه‌ای از پروژه‌های تجاری، اداری، مسکونی و تفریحی در این جزیره در حال ساخت است و انتظار می‌رود با پایان آن‌ها، این جزیره به‌ویژه بخش فرهنگی آن که دارای ۸ موزه است، به مرکز فرهنگی ابوظبی تبدیل شود.
جزیره سعدیات از مرکز شهر ابوظبی ۵ دقیقه، از فرودگاه بین‌المللی ابوظبی ۲۰ دقیقه و از دبی یک ساعت فاصله دارد.